# Francis Clay
Pour les articles homonymes, voir Clay.
Francis Clay, né le 16 novembre 1923 à Rock Island (Illinois) et mort le 21 janvier 2008 à San Francisco, est un batteur de jazz et de blues américain, célèbre pour avoir été le batteur de Muddy Waters et de James Cotton.

## Biographie
Né et élevé à Rock Island, il devient joueur de jazz professionnel dès l'âge de 15 ans. Il se produit alors avec Gypsy Rose Lee puis joue aux côtés de Jay McShann, Charlie Parker, Jimi Hendrix, John Coltrane, Dizzy Gillespie ou John Lee Hooker.
Batteur de Muddy Waters, il forme en 1965 un groupe avec James Cotton (harmoniciste de Muddy Waters) qui se produit sous ce nom. Ambassadeur du San Francisco Blues Festival, le festival lui est consacré en 2007 et lui rend hommage l'année suivante après son décès.
Il est l'auteur de plusieurs chansons de Muddy Waters : Walking in the Park, She's Nineteen Years Old, Tiger in Your Hole...